# Abdij van Michaëlsberg
De Abdij van Michaëlsberg (Duits: Abtei Michaelsberg) te Siegburg was een abdij van de Benedictijnse Orde en bestond van 1064 tot 1803. Na de secularisatie werd de abdij opgeheven en werd er onder andere een krankzinnigengesticht gehuisvest. Vanaf 1914 namen Nederlandse benedictijnen hun intrek in de gebouwen. Het klooster droeg de naam "Benedictijnse Abdij Michaëlsberg" en bestond tot 2011. De kloostergebouwen liggen op de Michaëlsberg, ongeveer 40 meter boven de stad Siegburg.

## Voorgeschiedenis
De Michaëlsberg, destijds Siegberg genoemd, werd omstreeks het jaar 800 voor het eerst door Ezzonen bewoond, leden van een machtige clan in het Heilige Roomse Rijk, die er hun burcht lieten bouwen.

## Geschiedenis
In 1064 stichtte de Keulse aartsbisschop Anno II op de plaats een benedictijnse abdij. Patroonheilige van de abdij was de aartsengel Michaël, naar wie zowel de abdij als de berg werd vernoemd. De aartsbisschop werd na zijn overlijden in 1075 in de abdij bijgezet. Na de heiligverklaring van Anno II (1183) werden zijn stoffelijke resten in een schrijn gelegd, die nog altijd in de abdijkerk is te bezichtigen.
De abdij heeft een belangrijke rol gespeeld bij de hervormingen van de benedictijnse regels van Cluny in Europa.
Na de verwoestingen en de bezetting van Siegburg door Zweedse troepen in de Dertigjarige Oorlog werd de huidige abdijkerk met barokke elementen in de jaren 1649-1667 door abt Johan van Bock gebouwd.
Ten gevolge van de secularisatie werd de abdij in 1803 opgeheven. De bezittingen werden geveild en kwamen deels in het bezit van omliggende parochiekerken, de kerkschat werd toebedeeld aan de Sint-Servatiuskerk te Siegburg. Voor de kloostergebouwen vond men bestemmingen als kazerne, krankzinnigengesticht en tuchthuis. In 1910 verwierf de stedelijke overheid de Michaëlsberg om er weer een benedictijns klooster mogelijk te kunnen maken.

### Eerste Wereldoorlog
Tijdens de Eerste Wereldoorlog stelde de abdij de gebouwen ter beschikking als reservelazaret. Na de oorlog werden de gebouwen door de Britse bezettingsmacht in beslag genomen die er 500 Canadese soldaten liet inkwartieren. De Canadezen werden in februari 1920 afgelost door Franse troepen. Het Franse Ministerie van Oorlog gaf op 2 augustus 1921 weer delen van het klooster vrij. Op 29 januari 1926 eindigde de Franse bezetting.

### Tweede Wereldoorlog
In de noordelijke vleugel van de abdij werd in 1931 het streekmuseum van Siegburg ingericht. Het museum moest in mei 1940 de deuren weer sluiten, toen de abdij wederom als reservelazaret werd ingericht. De abdij werd op 6 mei 1941 op last van de SS opgeheven en de monniken werden verdreven. Bij een bombardement op 28 december 1944 werden de abdijgebouwen (ondanks Rode Kruis-tekens) vrijwel volledig verwoest. Ook op 3 maart 1945 kreeg de abdij meerdere voltreffers de verduren.

### Na de oorlog
Na de oorlog werd het monastieke leven hervat en keerden de monniken terug. De gebouwen moesten echter vanaf de grond weer opnieuw worden opgebouwd. Bij opgravingen in het kader van de wederopbouw van de abdij werd het graf van Anno herontdekt. De herstelde crypte werd in 1949 ingewijd; de kerk volgde op 8 september 1953. De kostbare Annoschrijn kreeg met de stoffelijke resten van de heilige op 25 april 1955 een plaats in de nieuwe Annokapel. Het nieuwe orgel werd in 1956 gewijd en in 1983 werd het abdijmuseum geopend.

### De toekomst van de abdij
Op 8 november 2010 werd het vertrek van de benedictijnen uit de abdij bekendgemaakt. Als reden hiervoor werd de gebrekkige financiële situatie en de personele bezetting genoemd. De Keulse aartsbisschop verklaarde zich voorstander van een voortzetting van de geestelijke bestemming van de Michaëlsberg. Op 23 januari 2012 werd bekend dat zes priesters van de orde van Ongeschoeide Karmelieten intrek namen in de gebouwen. Voorts werd het Katholiek-Sociale Instituut van het aartsbisdom Keulen verplaatst naar de Michaëlsberg. De Ongeschoeide Karmelieten en het Katholiek-Sociale Instituut moeten van de abdij weer een religieus centrum maken.

## Afbeeldingen

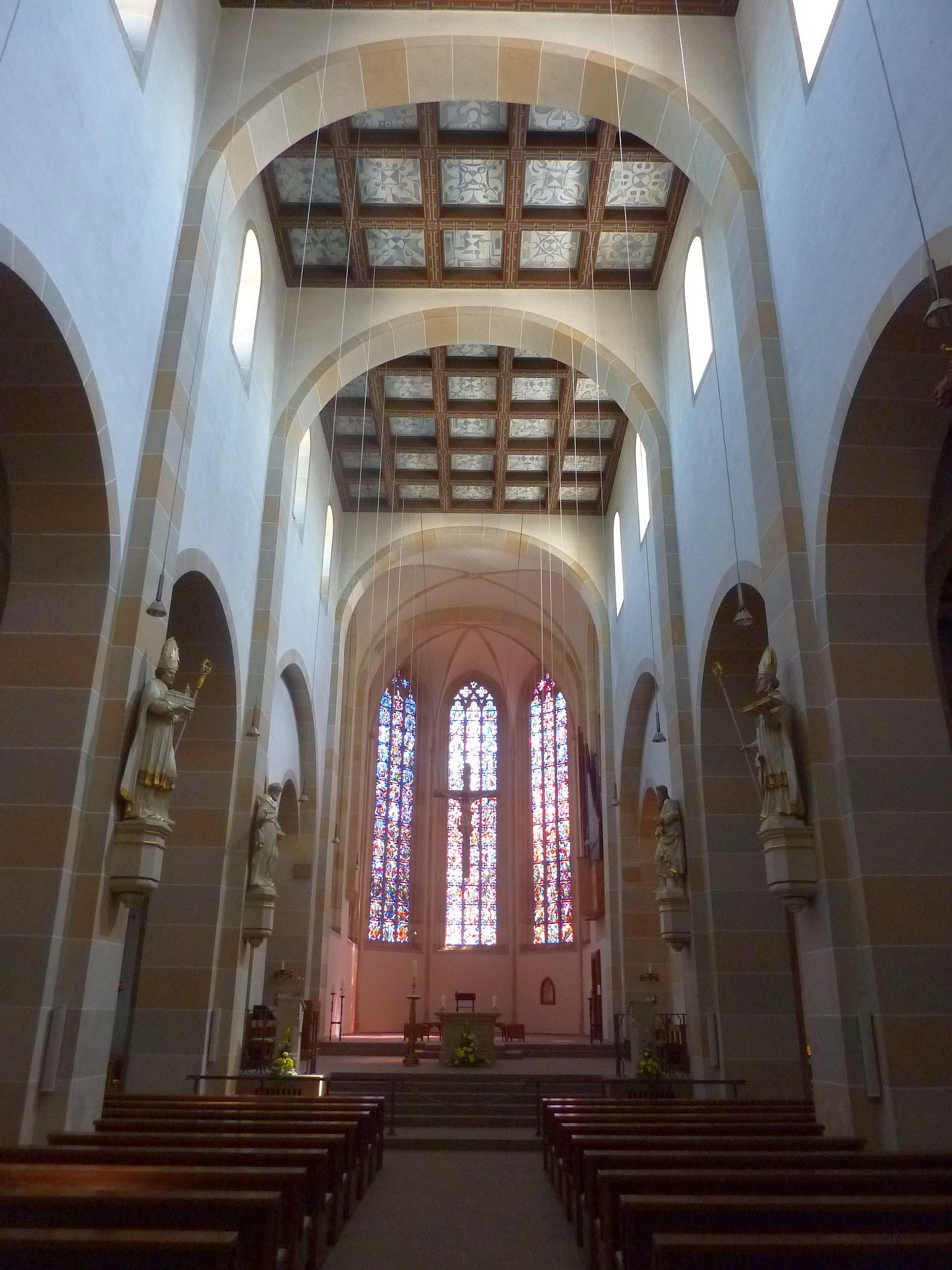
Interieur
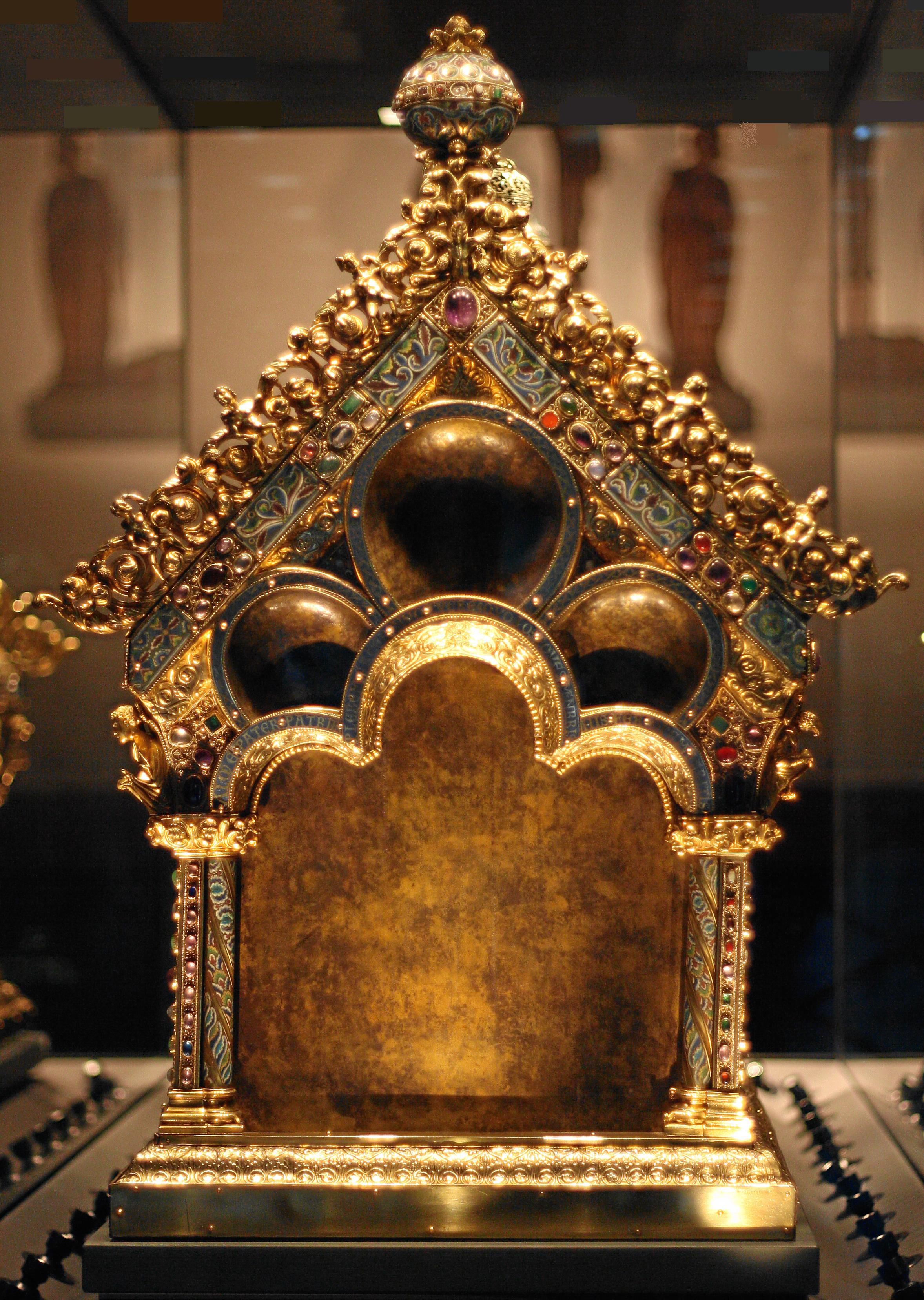
Annoschrijn
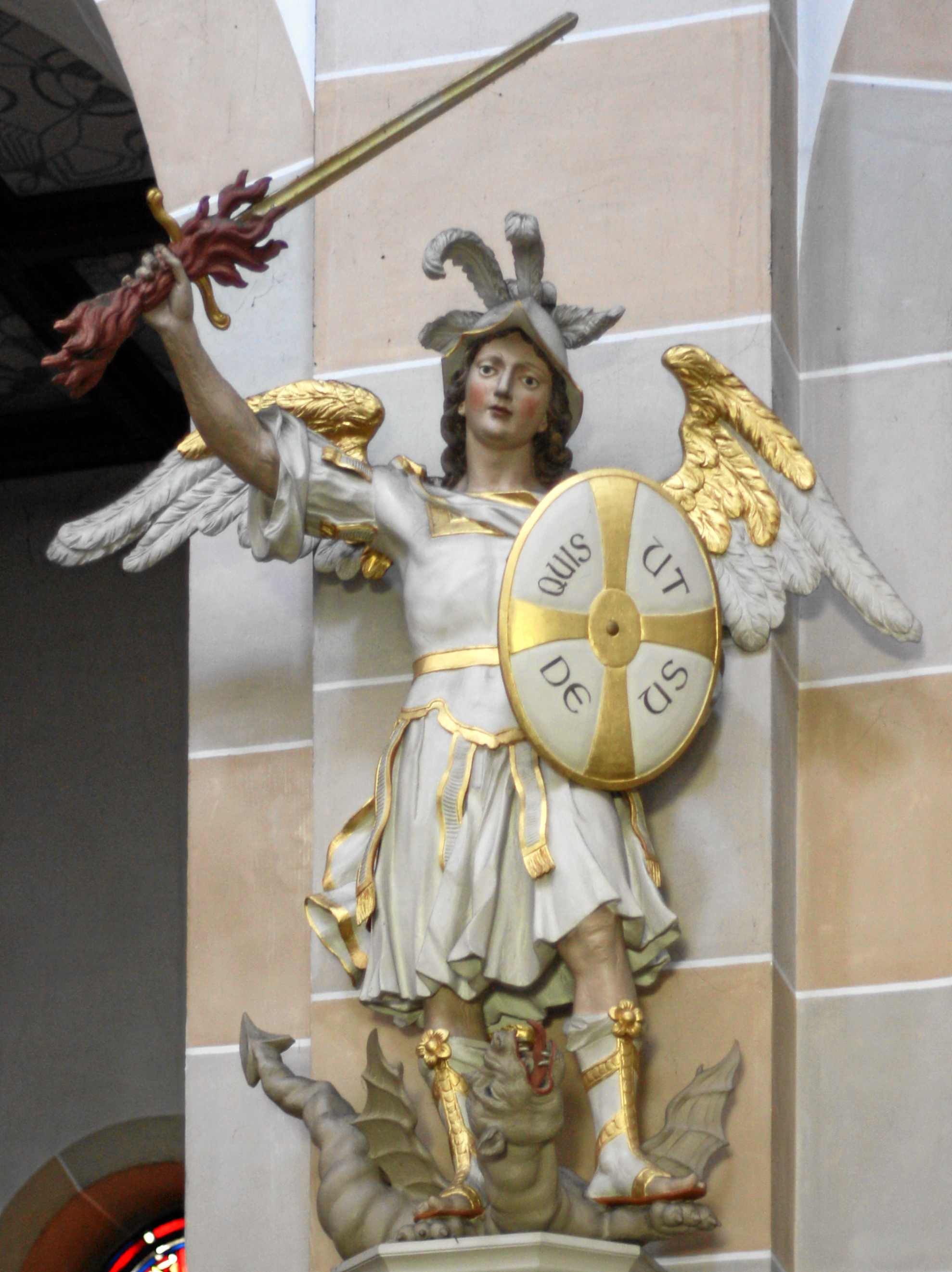
Barok beeld van de aartsengel Michaël
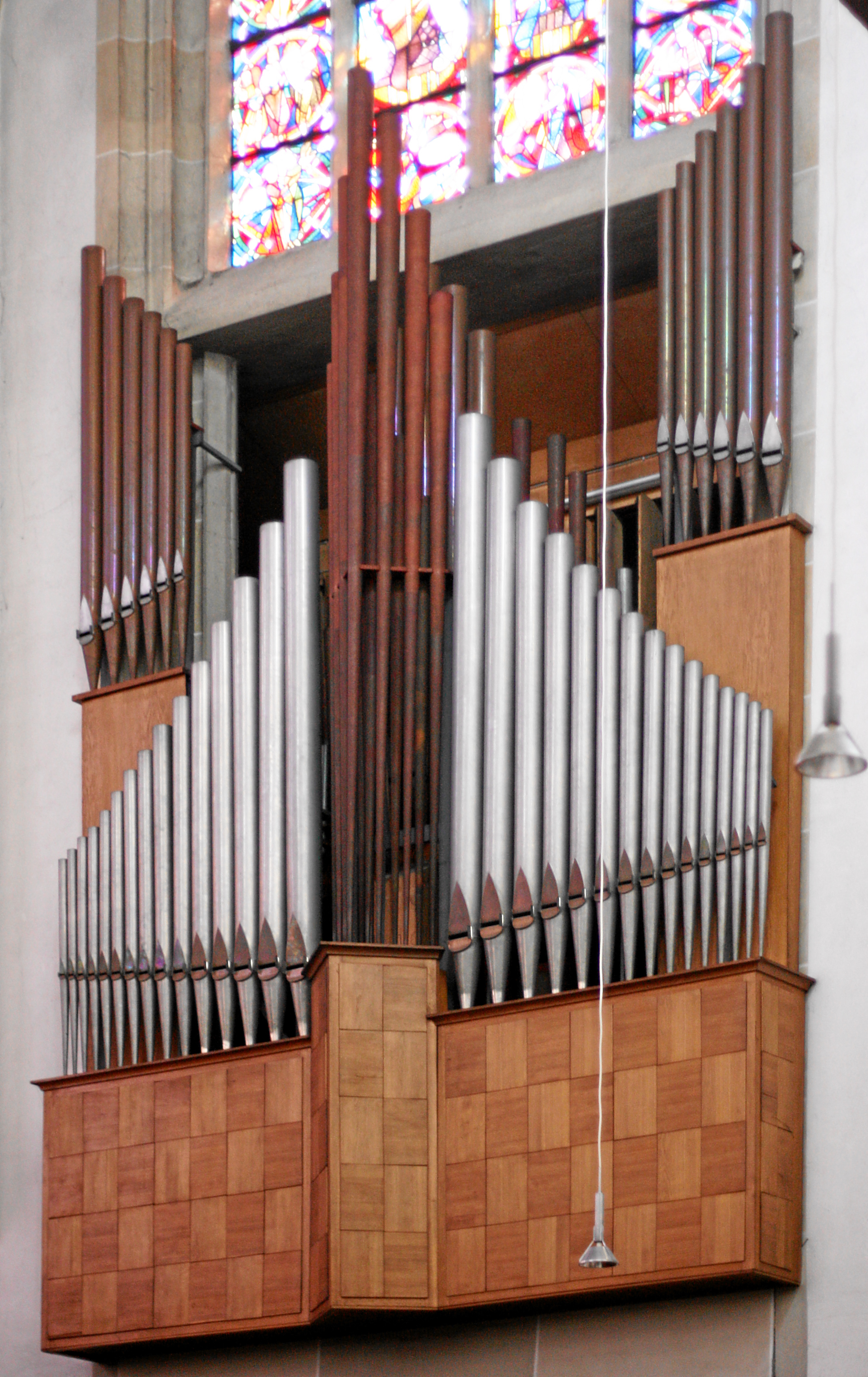
Orgel